# ROKS Chungmugong Yi Sun-sin
Le ROKS Chungmugong Yi Sun-sin (DDH-975) est un destroyer de la marine de la république de Corée, navire de tête de la classe Chungmugong Yi Sun-sin. Il est nommé d’après l’amiral coréen Joseon Yi Sun-sin avec son nom posthume, Chungmugong, littéralement « Seigneur de la valeur loyale ».

## Conception
Le KDX-II fait partie d’un programme de construction beaucoup plus vaste visant à transformer la ROKN en une marine de haute mer. On dit qu’il s’agit du premier navire de combat majeur furtif de la ROKN et qu’il a été conçu pour augmenter considérablement les capacités de la ROKN.

## Carrière
Le ROKS Chungmugong Yi Sun-sin a été construit par Daewoo Shipbuilding & Marine Engineering, lancé le 22 mai 2002 et mis en service le 2 décembre 2003.

## Galerie

Galerie du ROKS Chungmugong Yi Sun-sin
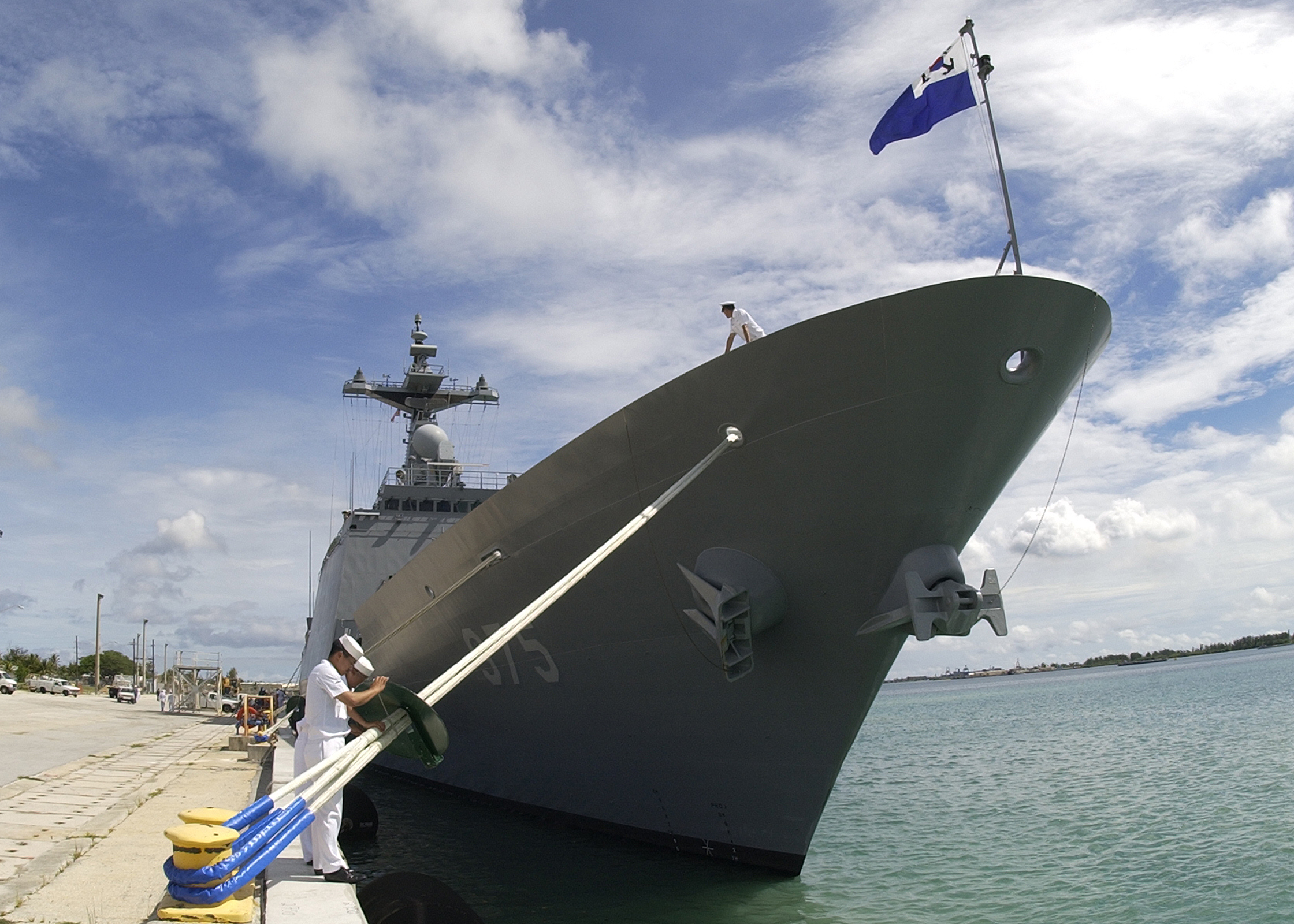
Le ROKS Chungmugong Yi Sun-shin accoste à Apra Harbor, Hawaii le 14 juin 2004.
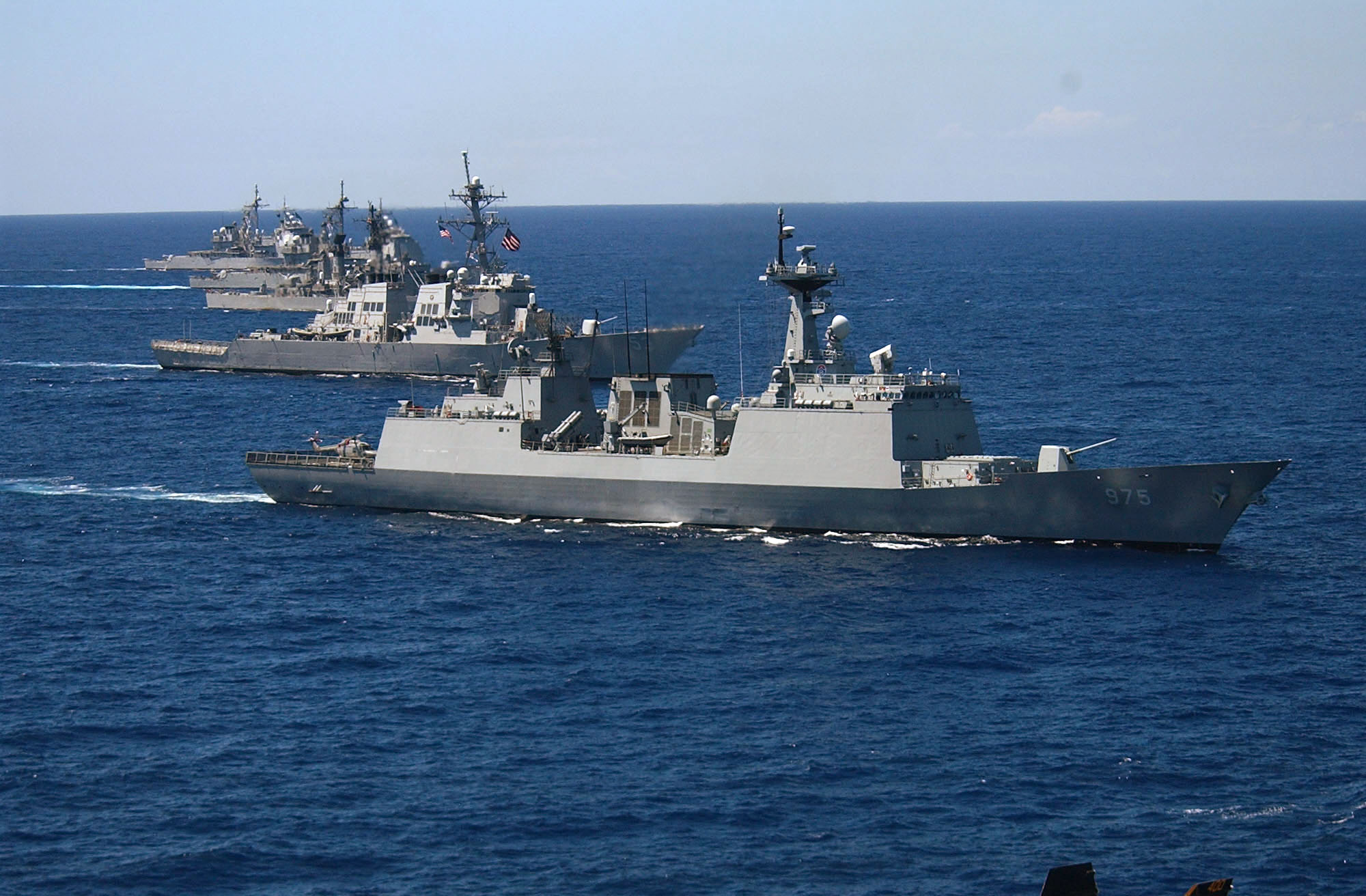
Le ROKS Chungmugong Yi Sun-shin et l’USS John Paul Jones (DDG-53) côte à côte pendant RIMPAC 2004.
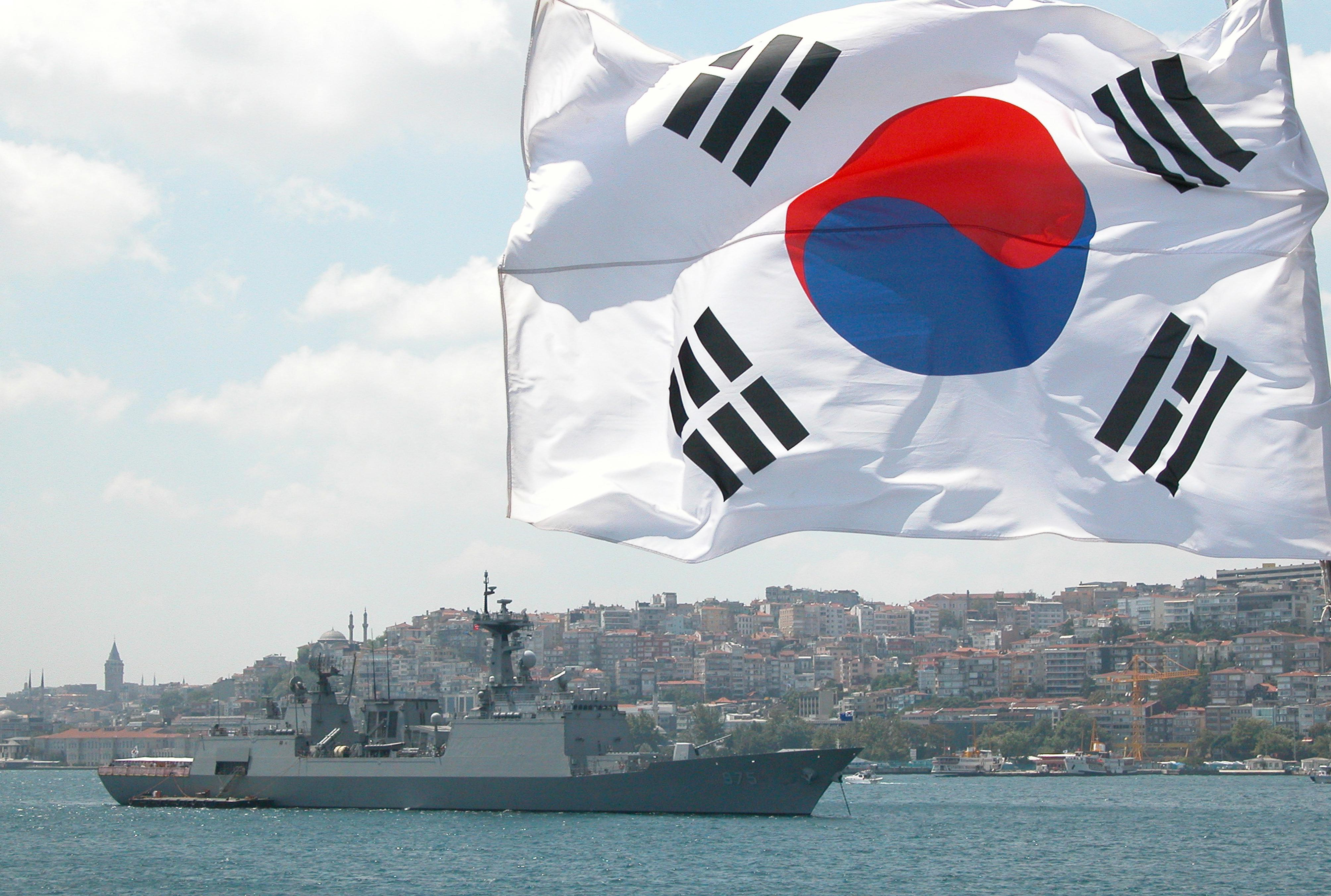
Le ROKS Chungmugong Yi Sun-shin  participant à la croisière du Groupe d’entraînement de la marine de la république de Corée, le 30 juillet 2005.
Les ROKS Chungmugong Yi Sun-shin et ROKS Seoae Ryu Seong-ryong (DDG-993) lors d’un exercice en mer du Japon le 3 octobre 2013.